# Jacob van Oost le Vieux
Pour les articles homonymes, voir Jacob et Van Oost.
Jacob van Oost dit le Vieux, également connu sous le nom de Jacques Van Oost le Vieux, né le 1er juillet 1603 à Bruges où il est mort entre le 1er et le 3 mars 1671, est un peintre flamand. Il est considéré comme étant le principal peintre brugeois du XVIIe siècle.

## Biographie
Jacob van Oost était le fils de Johannes van Oost et Gheeraerdyne Weyts. Issu d'une famille très aisée, Jacob van Oost fut probablement élève de son frère Frans van Oost à Bruges. Il fut reçu franc-maître de la Guilde de Saint-Luc à Bruges en 1621. La même année, il part poursuivre sa formation à Rome, où il est l’élève d’Annibale Carracci. Il y subit notamment l’influence du Caravage, particulièrement sensible dans certaines de ses œuvres. De retour à Bruges, cinq ans plus tard, en 1628, il fut juré dans la Guilde des peintres de Bruges. Entre 1633 et 1662, il y occupera divers postes avant d’en devenir doyen. Jaquemyne Van Overdille, qu’il avait épousée à Bruges en 1630, étant morte l’année suivante en lui laissant un fils, Martin, il se remaria en 1633 avec Maria van Tollenaere, avec qui il a eu six enfants, dont Jacob le Jeune et Willem qui sont devenus peintres notables en tant que tels. Il a été le peintre officiel de la ville de Bruges de 1651 jusqu’à sa mort. Il a formé plusieurs élèves, dont son fils, Jacob van Oost le Jeune et les peintres Boudewijn Bodet, Franschoes Gheilliaert, Jan Maes, Jan Baptist van Meunincxhove, Jan Ramon et Arnoldus de Roose.
Peintre prolifique, Van Oost est le principal peintre brugeois du XVIIe siècle. On lui doit des peintures d’histoire, il a également fait le portrait de bourgeois locaux, mais il est surtout connu pour ses retables dans l’esprit de la Contre-Réforme. Un petit nombre de tableaux, la plupart du temps sur des thèmes laïcs, était probablement destiné à des personnes privées et peut-être au marché libre.
Son œuvre est fortement influencée par les peintres baroques comme Le Caravage et son disciple Bartolomeo Manfredi dont il avait étudié l’œuvre au cours de son séjour en Italie. Comme en témoigne l’Adoration des bergers du musée de l’Ermitage (1630), l’influence du Caravage est visible dans ses clairs-obscurs ainsi que dans la non-idéalisation des personnages.
Avec le temps, l’influence caravagesque des débuts cède la place à des figures monumentales et à un traitement plus classique reflétant l’œuvre de Carracci et de son disciple le Dominiquin. À partir des années 1650, son œuvre commence à afficher une plus grande émotivité et à utiliser des effets spatiaux dramatiques et une palette plus proche de l’art vénitien. Les tableaux de Van Oost datant de cette période montrent l’influence de Barocci, le Corrège et Van Dyck dont il a même à quelques reprises tout simplement copié les compositions. Cette évolution stylistique était assez fréquente chez les artistes flamands contemporains, mais la structure claire et la forte modélisation de son œuvre sont typiques du style de van Oost.
Ses portraits sont généralement assez stéréotypés, à l’exception de son portrait d’une famille de Bruges (1645, Groeningemuseum, Bruges), plus soigneusement composé. Son caractère emblématique et monumental en fait un chef-d’œuvre de la peinture baroque.
Nombre de ses œuvres religieuses figurent toujours dans les églises brugeoises, notamment dans l'Église Notre-Dame, la Cathédrale Saint-Sauveur (qui contient à elle seule 17 de ses œuvres), l'Église Saint-Jacques, l'Église Saint-Gilles, l'abbaye des Dunes, l'ancien Collège des Jésuites, le Couvent des Sœurs Noires, l'Église Notre-Dame de la Poterie, etc.

## Œuvres

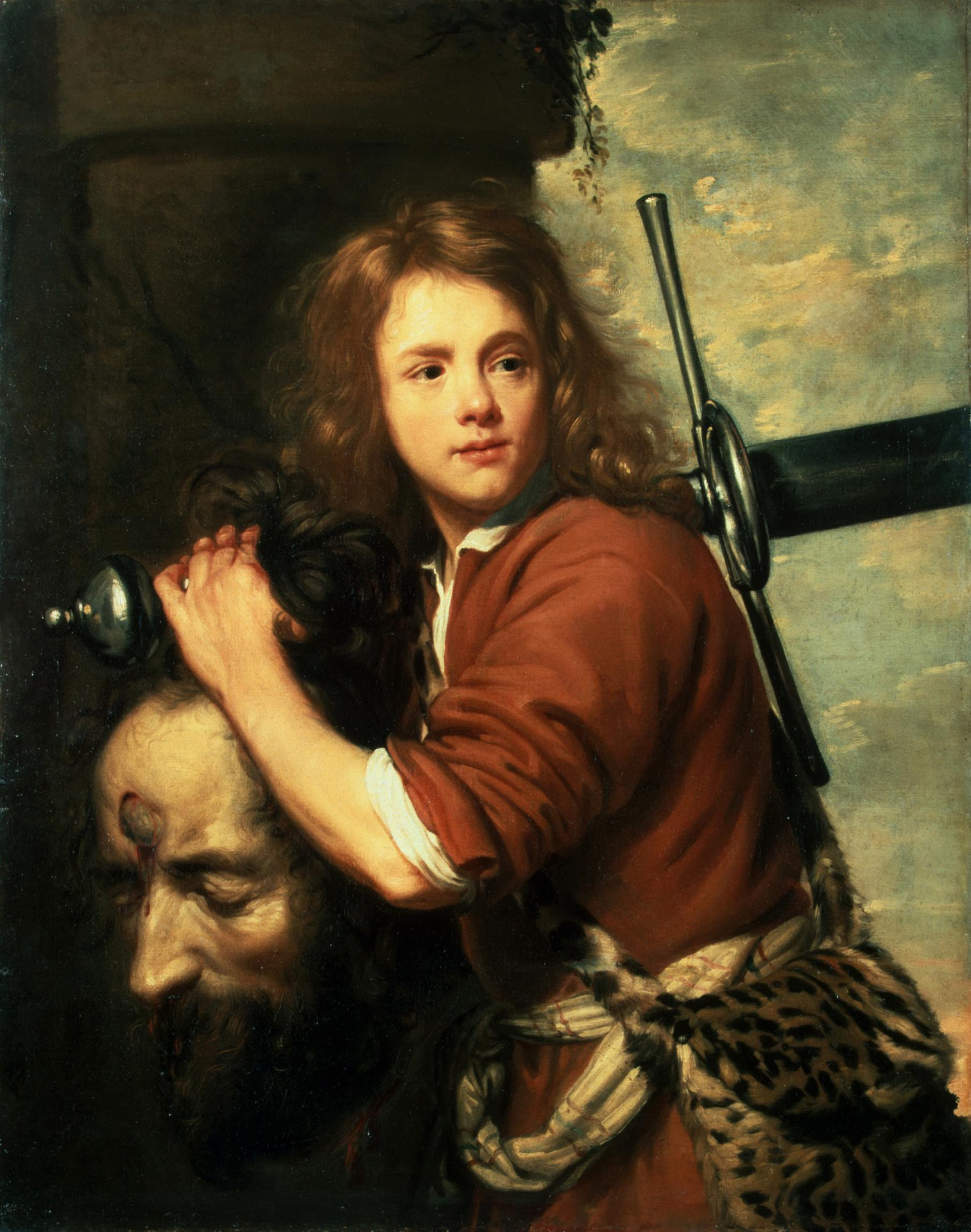
David vainqueur de Goliath (1648) au Musée de l'Ermitage de Saint-Pétersbourg

- Portrait d'un homme en tunique noire, Berlin (Staats Museum)
- Saint Augustin lavant les pieds du Christ déguisé en pèlerin, Bruges
- Saint Antoine de Padoue et l'Enfant Jésus, Bruges
- Saint Antoine de Padoue ressuscitant un mort, Bruges
- Théologien et son secrétaire, (1668), huile sur toile, 116 × 222 cm, Bruges (Groeningemuseum)
- Portait d'une famille de Bruges, (1645), huile sur toile, 150,5 × 255,5 cm, Bruges (Groeningemuseum)
- La Partie de Musique, Bruxelles
- Joueurs de cartes, Dunkerque
- Adoration de l'Enfant Jésus, Saint-Petersbourg (Musée de l'Ermitage)
- David vainqueur de Goliath, Saint-Petersbourg (Musée de l'Ermitage)
- Portrait d'homme, Lille
- Portrait d'un garçon, Londres (National Gallery)
- Vieillard en méditation, Lyon (Musée des beaux-arts de Lyon)
- Jeune homme recevant un billet, Lyon (Musée des beaux-arts de Lyon)
- Jeune homme en train d'écrire, Nantes
- St Charles Borromée donnant la communion aux pestiférés à Milan, Paris (Musée du Louvre)
- Portrait de jeune homme, Paris (Musée du Louvre)
- Portrait de femme, Poitiers
- L'abbé de Saint Martin van Bode, Tournai
- Gentilhomme écrivant, Tournai
- Adoration des bergers, Valenciennes
- Nativité, Vienne
- Portrait d'une fille, Philadelphie (Philadelphia Museum of Art)